# Araneus acuminatus
Araneus acuminatus là một loài nhện trong họ Araneidae.
Loài này thuộc chi Araneus. Araneus acuminatus được Ludwig Carl Christian Koch miêu tả năm 1872.